# Overland (documental)
Overland o Overland World Truck Expedition es el nombre de una serie de documentales de las expediciones promovidas y organizadas por Beppe Tenti.
Los documentales se emiten desde 1996 en RAI 1, para un total de más de 150 episodios (replicado en varias ocasiones). Desde la decimotercera temporada Overland también se transmite en alta definición en RAI HD.
La pieza central de estas expediciones es el re-descubrimiento de la travesía por tierra, combinada con el objetivo de obtener una instantánea del planeta y su cultura a finales del siglo XX y principios del XXI.

## Solidaridad

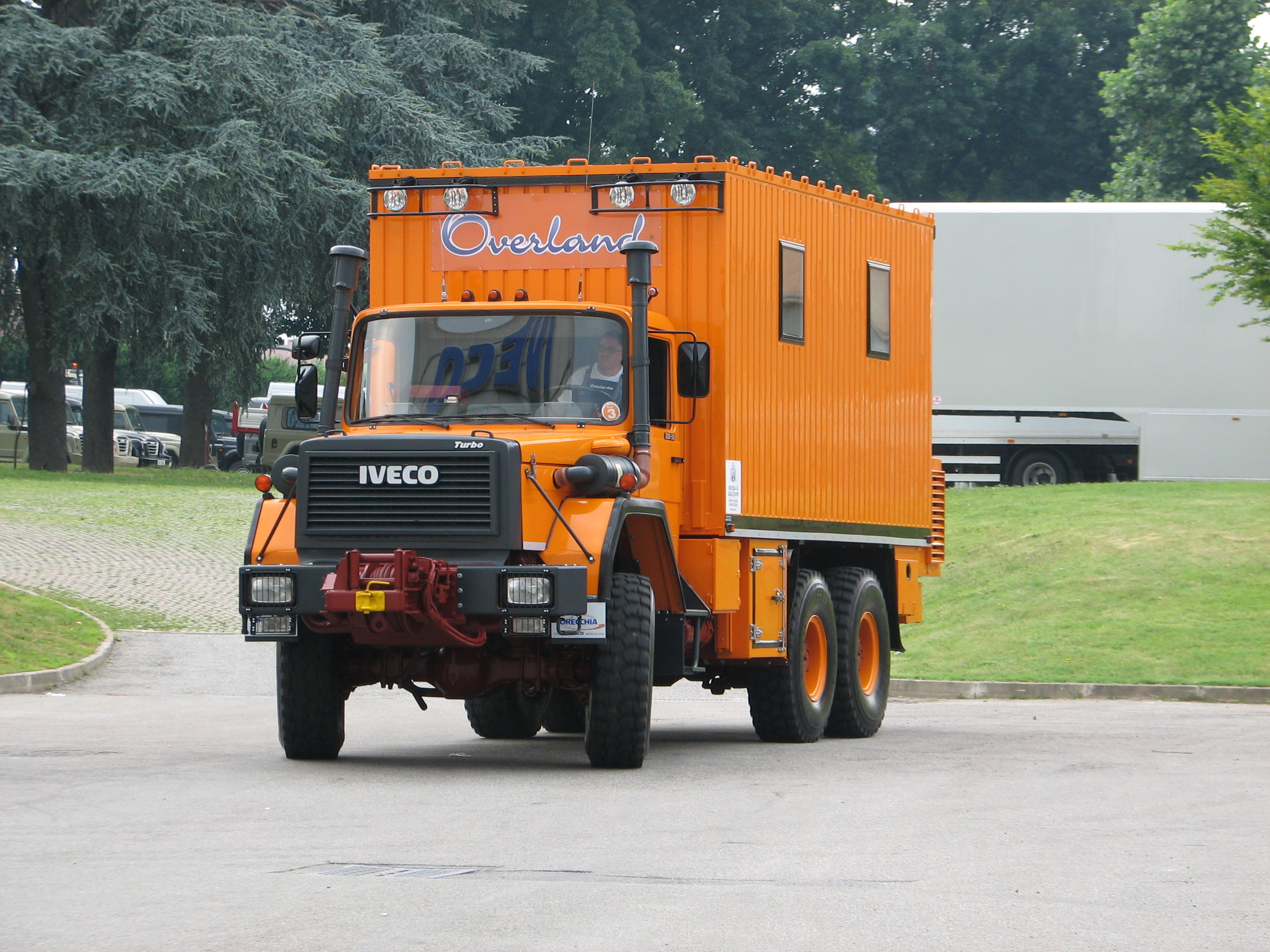
Uno de los camiones involucrados en la expedición

Overland siempre ha tenido un fin benéfico, activo y contribuyente: ha estado a la vanguardia de la UNICEF en muchos de los países cruzados usando, en lo posible, asistencia médica a las poblaciones necesitadas.
También ha apoyado a la Asociación Italiana para la Investigación del Cáncer (Associazione Italiana per la Ricerca sul Cancro, AIRC). Desde 2005, a propuesta de Lionello Grossi, apoya la asociación Overland for Smile que brinda atención odontológica a niños que viven en orfanatos de Europa del Este.
En 2010, con la duodécima edición de Overland, gracias a convenios con la Cooperación Italiana para el Desarrollo, CUCI (Universidad de Parma) y otras organizaciones, ha puesto en marcha un vehículo equipado con personal médico especializado, con la tarea de evaluar la situación de salud de alguna de las zonas atravesadas por la expedición, así como la distribución de material informativo, para identificar posibles intervenciones futuras de cooperación ad hoc.
En la misma expedición está el proyecto CinemArena, un cine itinerante que utiliza uno de los históricos 330.30 ANW como soporte para la pantalla de proyección. El objetivo del proyecto es informar a la gente de los pequeños pueblos alrededor de los riesgos y la prevención de diversas enfermedades, todas ellas con las herramientas de documentales.

## Expediciones
El proyecto Overland fue fundado en 1995 con el ambicioso objetivo de trazar un retrato de nuestro planeta, explorando todos los rincones y la creación de un diario de difusión excepcional en Rai. Los números de Overland, en la actualidad, son impresionantes: 13 expediciones en 16 años, más de 421.000 kilómetros de distancia total (aproximadamente 8 veces la circunferencia de la Tierra), cubiertos en más de 1.460 días de viaje a través de 372 de las fronteras de los países pertenecientes a diferentes zonas geográficas y climáticas del planeta.
Overland es parte de un proyecto más amplio de Beppe Tenti para el "redescubrimiento" del viaje "Overland", o viaje por tierra.
Con Overland 1, el cruce de Roma a Nueva York se completó en 1996, la atención se ha desplazado hacia el Nuevo Mundo, Overland 2 (Nueva York-Tierra del Fuego-Sao Paulo) cruzó de un lado a otro del continente americano en 1997. La tercera expedición Overland 3, realizada en 1998, vio la caravana viajar a lo largo de África, la Península arábiga y Europa desde el punto más al sur de África, el Cabo de Buena Esperanza, hasta el punto más al norte de Europa, el Cabo Norte. Pero la aventura continúa y en 1999 con Overland 4 y 5 vieron a los cuatro camiones atravesar Asia. 
En 2002, Overland 6 atravesó el Mediterráneo y el Sahara. Más tarde fueron emitidos en 2004 Overland 7 - De vuelta en Siberia (montaje extenso de Overland 1), en 2005 Overland 8 - El redescubrimiento de las Américas (montaje extenso de Overland 2), y en 2006 Overland 9 - Tres Continentes (montaje extenso de Overland 3). Mientras tanto, en 2005 Overland 10 descubre un nuevo sabor cambiante: viaje en bicicleta de Como a Pekín. Dos años después, la expedición obtiene la centenaria Itala, ganador del primer rally en la historia en 1907 de Pekín a París. Este coche fue sacado del viejo museo y estuvo en Overland 11 volviendo sobre sus pasos hacia cien años atrás, de regreso a Pekín, donde estaba jugando en compañía (entre otros medios) de un Fiat 500, que También hace su regreso a Italia con 500 Overland. Una pequeña pausa de unos años y 2010 ve el cumplimiento de dos expediciones de alcance considerable: Overland 12 y 13.
Overland 12 pone en pista dos de los cuatro históricos "Musoni", junto a cuatro nuevos vehículos Iveco (un Trakker 6x6, dos 4x4 y un Massif Daily 4x4), para recorrer el perímetro del continente africano, desde Marruecos hasta el Cabo de Buena Esperanza y luego en El Cairo: una de las expediciones más extremas y difíciles llevadas a cabo hasta la fecha, de acuerdo con el líder de la expedición Beppe Tenti.
En Overland 13 la aventura es especialmente tecnológica, que tiene como objetivo mostrar lo mejor de la investigación italiana en el campo de la movilidad: los protagonistas de este desafío sin precedentes son 4 Piaggio Porter eléctrico  equipado con un sistema de conducción autónoma, viajando 15.000 kilómetros para la Expo 2010 de Milán a Shanghái. Una aventura en una tecnología futurista que recuerda las legendarias Pekín-París de 1907, la primera travesía continental de vehículos de motor, los pasados y actuales protagonistas son los italianos y su ingenio, técnicas y organizativas. El itinerario sugerente es jugado entre los pliegues de la historia y tal vez, por una vez, tiene ritmo menos frenético que la media de las expediciones anteriores.

### Breve resumen de las expediciones
- Overland 1: Roma-Nueva York, 1995-1996
- Overland 2: Nueva York-Tierra del Fuego-Sao Paulo, 1997
- Overland 3: Ciudad del Cabo-Cabo Norte, 1998
- Overland 4: Lisboa-Pekín, 1999
- Overland 5: Pekín-Roma, 1999
- Overland 6: Génova-Sahara-Turín, 2002
- Overland 7: Montaje extendido de Overland 1
- Overland 8: Montaje extendido de Overland 2
- Overland 9: Montaje extendido de Overland 3
- Overland 10: Como-Pekín(Ciclo-maratón), 2005
- Overland 11: París-Pekín(100 años del rally Pekín-París), 2007
- Overland 500: Nankín-Bolonia (Bologna Motor Show), 2007
- Overland 12: Turín-Ciudad del Cabo-Roma, 2010
- Overland 13: Milán-Shanghái (Expo), 2010
- Overland 14: Cáucaso, 2013
- Overland 15: de los Guerreros de Terracota a las dunas del Taklamakan, 2014
- Overland 16: Bolivia y Perú, 2015
- Overland 17: Tailandia, Malasia, Camboya y Myanmar, 2016
- Overland 18: Caminos del islam, Asia central y Medio Oriente, 2017
- Overland 19: India, 2018
- Overland 20: de Italia a Guinea, 2019
- Overland 21: naciones nórdicas, 2020

## Emisión en naciones hispanoparlantes
- México: Canal 22 (dentro de la franja pasaporte)